# Nan Tharat
Koning Somdetch Brhat Chao Phya Nanda Raja Sri Sadhana Kanayudha, beter bekend onder de naam Nan Tharat, volgde koning Tian Thala op als dertigste koning van Lan Xang (het oude Laos) in 1695. Hij werd tot aftreden gedwongen en vermoord in 1698 door prins Sai Setthathirat II, de zoon van prins Som Phou, kleinzoon van koning Uponyuvarat II.